# Enrique Rocha
Enrique Rocha (ur. 5 stycznia 1940 w Silao, zm. 7 listopada 2021) – meksykański aktor filmowy.

## Filmografia
- 1996: Płonąca pochodnia jako Virrey Félix María Calleja
- 1998: Cristina jako Nicolás Obregón
- 2000: Tajemnice pocałunku jako Mariano Díaz de León
- 2002: Ścieżki miłości jako Sebastián Mendoza Romero.
- 2004 i 2006: Zbuntowani jako León Bustamante
- 2009: Verano de amor jako Vito Rocca Provenzano
- 2012: Prawdziwe uczucie jako Aníbal Balvanera
- 2014: Włoska narzeczona jako Vittorio Dragone

## Nagrody i nominacje

### Premios TVyNovelas
| Rok  | Kategoria                       | Telenowela             | Wynik     |
| ---- | ------------------------------- | ---------------------- | --------- |
| 2012 | Najlepszy aktor pierwszoplanowy | Una familia con suerte | Nominacja |
| 2010 | Najlepszy aktor pierwszoplanowy | Dzikie serce           | Nominacja |
| 2006 | Najlepszy antagonista           | Zbuntowani             | Nominacja |
| 2003 | Najlepszy złoczyńcza            | Ścieżki miłości        | Wygrana   |
| 1999 | Najlepszy złoczyńca             | Cristina               | Wygrana   |
| 1998 | Najlepszy aktor pierwszoplanowy | Mi pequeña traviesa    | Nominacja |
| 1994 | Najlepszy złoczyńca             | Dos mujeres, un camino | Nominacja |
| 1994 | Najlepszy aktor pierwszoplanowy | Dos mujeres, un camino | Wygrana   |
| 1991 | Najlepszy złoczyńca             | Yo compro esa mujer    | Wygrana   |
| 1989 | Najlepszy złoczyńca             | Pasión y poder         | Wygrana   |